# بولوارد گاردنز (فلوریدا)
بولوارد گاردنز (به انگلیسی: Boulevard Gardens) یک منطقهٔ مسکونی در ایالات متحده آمریکا است که در شهرستان براوارد، فلوریدا واقع شده‌است. بولوارد گاردنز ۰٫۷ کیلومتر مربع مساحت و ۱٬۲۷۴ نفر جمعیت دارد.